# Levi Miller
Levi Zane Miller (Brisbane, 30 de setembro de 2002) é um ator e modelo australiano. Ele é mais conhecido por seus personagens em Pan, Better Watch Out e A Wrinkle in Time. 
Em 2015 foi nomeado embaixador da Polo Ralph Lauren Children, marca de roupas infantis da Ralph Lauren Corporation. Também já apareceu em vários comerciais de TV e outros trabalhos como modelo.

## Filmografia

### Cinema
| Ano  | Título             | Papel           | Nota     |
| ---- | ------------------ | --------------- | -------- |
| 2010 | Akiva              | Lavi            | Curta    |
| 2011 | A Heartbeat Away   | Garoto pescando |          |
| 2012 | Great Adventures   | O Jovem Billy   | Curta    |
| 2015 | Pan                | Peter Pan       |          |
| 2016 | Better Watch Out   | Luke Lerner     |          |
| 2016 | Red Dog: True Blue | Mick            |          |
| 2017 | Jasper Jones       | Charlie Bucktin |          |
| 2018 | A Wrinkle in Time  | Calvin O'Keefe  |          |
| 2019 | American Exit      | Leo             |          |
| 2021 | Streamline         | Benjamin Lane   | [ 4 ]    |
| 2022 | Before Dawn        | Jim Collins     | [ 5 ]    |
| 2023 | Kraven the Hunter  |                 | Filmando |
| TBA  | Beach Boys         |                 | [ 6 ]    |

### Televisão
| Ano  | Título     | Papel                     | Nota                                   |
| ---- | ---------- | ------------------------- | -------------------------------------- |
| 2011 | Terra Nova | Geral Philbrick (Criança) | "Vs."                                  |
| 2015 | Supergirl  | Carter Grant              | Episódio 5: "Como Ela Vai Fazer Isso?" |